# Kolana
Kolana – kolonia wsi Śladków Duży w Polsce położona w województwie świętokrzyskim, w powiecie kieleckim, w gminie Chmielnik.
W latach 1975–1998 Kolana administracyjnie należały do województwa kieleckiego.